# Deindustrializace
Deindustrializace je definována jako dlouhodobý úbytek zaměstnanců ve výrobním sektoru. Je spjata s přesunem průmyslové výroby do jiných rozvojových států mimo velká města a s technologickými inovacemi ve výrobě. U obou těchto případů se zvyšuje počet i podíl zaměstnanců v nevýrobních sektorech. V druhé polovině 20. století se objevuje v Evropě.

## Typy deindustrializace
- Pozitivní deindustrializace je spjata s redukcí pracovních sil, výsledkem je růst produktivity práce.
- Negativní deidustrializace se vyznačuje úpadkem výroby a uvolněním pracovní síly, která vede ke zvýšení nezaměstnanosti.

## Důvody úpadku odvětví
- pokles poptávky,
- vyčerpání zdrojů,
- zvýšení cen vstupních surovin,
- nová intenzivnější technologie,
- zahraniční konkurence,
- odstranění dotací a podpor,
- zatížení výroby vyššími daněmi nebo poplatky

## Důsledky
- změna v sociální struktuře obyvatelstva
- změna chování obyvatel
- změna v demografické reprodukci obyvatelstva
- změna kultury